# Łukasz Zjawiński
Łukasz Zjawiński (ur. 11 lipca 2001 w Pszczynie) – polski piłkarz, występujący na pozycji napastnika, od 2024 w Polonii Warszawa.

## Kariera klubowa
Zjawiński rozpoczął karierę w młodzieżowych zespołach klubu Iskra Pszczyna. Przebywał również w młodzieżowych drużynach Ruchu Chorzów i Górnika Zabrze, zanim przeniósł się do Legii Warszawa. Po przejściu przez młodzieżowe kluby Legii zaczął grać w drużynie Legii II Warszawa, występując w sumie w 26 występach i strzelając 4 gole w ciągu dwóch sezonów.
W czasie swojego pobytu w Legii został również wypożyczony do II ligowego zespołu Stal Stalowa Wola, gdzie zaliczył 16 występów i strzelił jednego gola w swoim sześciomiesięcznym wypożyczeniu. Na sezon 2020/2021 Zjawiński dołączył do beniaminka Ekstraklasy, Stali Mielec, występując 24 razy i strzelając jednego gola w swoim pierwszym sezonie rozgrywkowym. 
Po zaledwie jednym sezonie ze Stalą, Zjawiński dołączył do Lechii Gdańsk w lipcu 2021 roku. 3 stycznia 2022 Lechia poinformowała, że doszła do porozumienia z Sandecją Nowy Sącz w sprawie wypożyczenia Zjawińskiego do końca sezonu. 
17 lipca 2022 zawodnik został wypożyczony ponownie, tym razem do Widzewa Łódź. 20 sierpnia 2022 zadebiutował w klubie w wyjazdowym meczu Ekstraklasy przeciwko Warcie Poznań. 31 sierpnia 2022 zdobył pierwszego gola dla klubu, w zremisowanym 5:5 i rozstrzygniętym 3:4 po serii rzutów karnych spotkaniu Pucharu Polski przeciwko KKS 1925 Kalisz. Dla Widzewa zagrał w lidze 19 razy, po sezonie wrócił z wypożyczenia do Lechii Gdańsk, która w międzyczasie spadła do I ligi. W czerwcu 2023 Lechia Gdańsk, korzystając z kontraktowej klauzuli, przedłużyła kontrakt ze Zjawińskim do końca czerwca 2025. W czerwcu 2024 ogłoszono podpisanie przez niego dwuletniej umowy z Polonią Warszawa.